# 段太后
段氏，南燕追尊穆皇帝慕容纳的妻子，末主慕容超的母亲。

## 生平
最初，慕容德在前秦任职于張掖，胞兄慕容納和母亲公孫夫人也一同在張掖定居。383年，苻堅攻晉，徵調慕容德隨軍出征，慕容德臨走，留下金刀作為見證。
淝水战败后，慕容德追隨兄長慕容垂兴复燕國，前秦张掖太守苻昌遂处决其家属，慕容德的妻儿以及慕容纳全部被杀。慕容納妻段氏因有孕暂缓死刑，和婆婆公孙氏一起被囚在狱中。狱卒呼延平因曾是慕容德舊部，心中不忍，秘密把她们放出。婆媳逃往西羌，段氏在那里生下了慕容超。为了报恩，多年后段氏命慕容超娶呼延平的女兒為妻。
405年，慕容超在长安得知叔叔慕容德在寻找家人，没敢回家告诉母亲妻子，单携金刀逃去南燕认亲。慕容德因无儿子，立慕容超为太子。不久慕容德死，慕容超即皇帝位，尊婶婶段季妃为皇太后，未对母亲妻子有所交代。
407年，慕容超与段季妃闹翻之后，便遣使请秦主姚兴送还他的母亲妻子。姚兴提出苛刻条件，要求慕容超称藩属，并且把原前秦流落到南燕的太乐伎、或者是从东晋掳掠一千口人送到长安，此事朝野议论不休，但慕容超迎母心切，遣使向秦称藩并送太乐伎一百二十人，姚兴遂将慕容超的母亲、妻子送还了他。慕容超亲帅六宫迎于马耳关，随即尊母亲为皇太后。
南燕亡后，慕容超被送到建康处死，段太后等也被送到建康。慕容超将家人托付给慕容德旧部晋将劉敬宣。